# Philippe Montanier
Philippe Montanier (Vernon, Alta Normandia (França), 15 de novembre de 1964) és un entrenador de futbol francès. És considerat com un dels entrenadors amb més projecció de França.

## Carrera esportiva

### Com a jugador
Com a jugador de futbol professional exercia la posició de porter, i va pertànyer a diversos equips francesos:
- SM Caen: 1987/1990
- FC Nantes: 1990/1991
- SM Caen: 1991/1994
- Toulouse FC: 1994/1997
- FC Gueugnon: 1997/1999
- AS Saint-Étienne: 1999/2000

### Com a entrenador
Va començar la seva carrera com a entrenador l'abril de 2001, com a segon de Robert Nouzaret al Toulouse FC. La temporada 2001/2002 va ocupar el mateix lloc, però aquesta vegada al SC Bastia.
Després, de 2002 a 2004, va ser 2n entrenador de la selecció de Costa d'Ivori.
El juliol de 2004 va prendre les regnes de la US Boulogne, un modest equip francès al qual en cinc temporades aconsegueix ascendir des de categories regionals fins a la 1a divisió francesa. Va estar-hi fins al juny de 2009, data en què fitxà pel Valenciennes FC, signant un contracte per tres temporades. Després de dos anys més que positius, en els quals aconseguí deixar l'equip en la seva millor classificació lliguera històrica -10è -, i practicant un joc alegre i valent, se sentiren cants de sirena de diversos equips intentant de convèncer el tècnic gal de la conveniència d'un canvi d'aires amb objectius més ambiciosos.
Va tenir ofertes de Girondins, AJ Auxerre i Reial Societat. Finalment, fou aquest darrer equip el que aconseguí els seus serveis, previ pagament dels 500.000 euros corresponents al salari que havia de cobrar en la temporada 2011/2012.
Signà un contracte de dos anys amb un dels clubs amb més història de la Lliga BBVA, que esperava que la seva projecció, ambició i coneixements portessin la Real a èxits passats, sustentat en un projecte de pedrera ambiciós.
El seu esquema de joc habitual acostuma a ser el 4-3-3 i els seus plantejaments es basen en la possessió de pilota i el joc poc especulatiu.
Malgrat les crítiques, aconseguí la permanència per al conjunt basc a falta de 3 partits per al final del campionat de Lliga 2011-12 i va ser confirmat per a la temporada següent.
Durant la primera volta de la Lliga 2012-13, l'equip encara va millorar més, tot i que Montanier va seguir essent criticat per bona part de l'afició de la Reial Societat. Tot i així, l'equip basc encarava la segona volta amb confiança i bon joc, i el punt àlgit de tot això va arribar en el primer partit de la segona volta, quan va aconseguir vèncer al Futbol Club Barcelona per 3 a 2 a Anoeta, remuntant un 0 - 2 i després que el Barça no hagués perdut cap partit en tota aquella temporada.

### Estadístiques com a entrenador
| 2004/05              | Boulogne             | França               | Quarta Divisió  | 34  | 19 | 9  | 6  | 1r  |
| 2005/06              | Boulogne             | França               | Tercera Divisió | 38  | 16 | 10 | 12 | 6è  |
| 2006/07              | Boulogne             | França               | Tercera Divisió | 38  | 22 | 9  | 7  | 2n  |
| 2007/08              | Boulogne             | França               | Segona Divisió  | 38  | 12 | 7  | 19 | 16è |
| 2008/09              | Boulogne             | França               | Segona Divisió  | 38  | 20 | 6  | 12 | 3r  |
| Total Boulogne       | Total Boulogne       | Total Boulogne       | -               | 186 | 89 | 41 | 56 | -   |
| 2009/10              | Valenciennes         | França               | Primera Divisió | 38  | 14 | 10 | 14 | 10è |
| 2010/11              | Valenciennes         | França               | Primera Divisió | 38  | 10 | 18 | 10 | 12è |
| Total Valenciennes   | Total Valenciennes   | Total Valenciennes   | -               | 76  | 24 | 28 | 24 | -   |
| 2011/12              | Reial Societat       | País Basc            | Primera Divisió | 38  | 12 | 11 | 15 | 12è |
| 2012/13              | Reial Societat       | País Basc            | Primera Divisió | 38  | 18 | 12 | 8  | 4t  |
| Total Reial Societat | Total Reial Societat | Total Reial Societat | -               | 76  | 30 | 23 | 23 | -   |

- Actualitzat 2 de juny del 2013